# Der Herrscher
Der Herrscher ist ein deutscher Film von Veit Harlan aus dem Jahr 1937. Er entstand nach dem gleichnamigen Theaterstück von August Christian Riekel, das auf Motiven von Gerhart Hauptmanns Schauspiel Vor Sonnenuntergang beruht. Die künstlerische Oberleitung hatte Emil Jannings, der neben Marianne Hoppe auch die Hauptrolle spielt.
Es handelt sich heute um einen Vorbehaltsfilm der Friedrich-Wilhelm-Murnau-Stiftung. Er gehört damit zum Bestand der Stiftung, ist nicht für den Vertrieb freigegeben und darf nur mit Zustimmung und unter Bedingungen der Stiftung gezeigt werden.

## Handlung
Nachdem Geheimrat Matthias Clausen, Eigentümer eines Stahlwerks, Witwer geworden ist, stellt er Unfähigkeit und Raffgier bei seinen Direktoren fest. Entgegen dem Ratschlag seines Arztes, Urlaub zu nehmen, entscheidet er sich, die Führung seiner Fabrik selbst in den Händen zu behalten.
Bei seiner Arbeit verliebt er sich in seine neue junge Sekretärin Inken Peters und plant, sie zu heiraten und eine gemeinsame Zukunft mit ihr aufzubauen. Seine Familie, bestehend aus zwei Söhnen und zwei Töchtern sowie den Ehegatten der ältesten Tochter und des ältesten Sohnes, sieht davon vorgeblich das Andenken der verstorbenen Mutter beschädigt, wahrhaftig glauben sie aber das Familienvermögen bedroht. Sie begehren gegen den Vater auf. Dieser wirft sie aus dem Haus.
Clausen gibt seine Heiratspläne auf, doch seine Familie will sich ihrer Sache versichern und betreibt mit Hilfe von Anwalt Hanefeld ein gerichtliches Verfahren zu seiner Entmündigung. Nur sein jüngster Sohn verweigert seine Unterschrift unter den Antrag. Das Gericht gibt dem Antrag nicht statt. Zu einer Versöhnung mit seiner Familie kommt es nicht; Clausen enterbt sie und vermacht seine Stahlfabrik dem Staat.

## Produktion
Die Dreharbeiten begannen am 28. Oktober 1936 und dauerten bis in den Februar 1937 hinein. Produktionsfirma war die Tobis-Magna-Filmproduktion GmbH (Berlin), Herstellungsgruppe Helmut Schreiber. Gedreht wurde in Oberhausen in der Gutehoffnungshütte, in Pompeji und Paestum. Die Bauten stammten von Robert Herlth, die Plastiken schuf Walter Schulze-Mittendorf.
Der Herrscher wurde am 17. März 1937 im Berliner Ufa-Palast am Zoo uraufgeführt.

## Propaganda
Im Film, der teilweise in der Gutehoffnungshütte in Oberhausen entstand, wurde aus dem liberalen Verleger und milden Kunstsammler Clausen aus Hauptmanns Drama ein robuster und das Führerprinzip verkörpernder Herrscher eines Stahlwerks.
So donnert Clausen in einer Szene vor dem Verwaltungsrat, die völkische Wirtschaftsideologie der Nationalsozialisten bedienend:
„Wir sind dazu da, für Millionen und Abermillionen Arbeit und Brot zu schaffen. Wir sind dazu da, für die Volksgemeinschaft zu arbeiten. Der Volksgemeinschaft zu dienen, das muß das Ziel eines jeden Wirtschaftsführers sein, der sich seiner Verantwortung bewußt ist. Dieser mein Wille ist das oberste Gesetz für mein Werk. Dem hat sich alles andere zu fügen, ohne Widerspruch, auch wenn ich damit den ganzen Betrieb in den Abgrund steuere. Wer sich diesem obersten Gesetz nicht unterordnet, für den ist kein Platz mehr in den Clausen-Werken.“

Anders als in der Vorlage, in der Clausen an dem Konflikt zwischen seiner Liebe zu einer sehr jungen Frau einerseits und der Unversöhnlichkeit seiner Kinder andererseits scheitert, sagt sich der Herrscher-Clausen von seiner Familie los, enterbt diese und vermacht die Clausen-Werke 
„dem Staat, also der Volksgemeinschaft. Ich bin gewiß, dass aus den Reihen meiner Arbeiter und Angestellten, die mir geholfen haben, das Werk aufzubauen, der Mann erstehen wird, der berufen ist, meine Arbeit fortzusetzen. Mag er vom Hochofen kommen oder vom Zeichentisch, aus dem Laboratorium oder vom Schraubstock, ich will ihn das Wenige lehren, das ein Scheidender den Kommenden zu lehren vermag. Wer zum Führer geboren ist, braucht keine Lehrer für sein eigenes Genie.“

## Auszeichnungen, Rezeption und Kritiken
Emil Jannings wurde beim Filmfestival Venedig 1937 mit dem Preis für den besten Darsteller ausgezeichnet. Die Filmprüfstelle des nationalsozialistischen Reichsministeriums für Volksaufklärung und Propaganda gab dem Film das Prädikat „Staatspolitisch und künstlerisch besonders wertvoll“. Darüber hinaus erhielt Der Herrscher 1937 den Nationalen Filmpreis.
Die Zeitschrift Die Neue Literatur lobte im Mai 1938, die Erfüllung des unpolitischen Dramas mit echt politischem Gehalt sei gelungen: „Der Herrscher ist ein politischer Film, mehr noch, er ist ein politisches Kunstwerk. Der Film macht aus dem bürgerlichen Verleger einen nationalsozialistischen Wirtschaftsführer.“
Nach dem Ende der nationalsozialistischen Herrschaft wurde Der Herrscher wegen der in ihm enthaltenen NS-Ideologie von der alliierten Militärzensur verboten. Nach der Gründung der Bundesrepublik Deutschland wurde er später als Vorbehaltsfilm eingestuft, dessen Aufführung nur eingeschränkt möglich ist. Die Aufführungs- und Verwertungsrechte liegen bei der Friedrich-Wilhelm-Murnau-Stiftung.
Karsten Witte schrieb in Film im Nationalsozialismus, die resignative Tendenz der Literaturvorlage sei hier durch Tatkraft abgelöst worden: „Harlans Film, vordergründig als Familienmelodram zu lesen, könnte man auch als Beitrag der Industrie zum Vierjahresplan von 1936 verstehen.“ Das Hauptthema der Vorlage, die Hörigkeit des Unternehmers zu seiner jungen Geliebten, sei von Thea von Harbou umgeschrieben worden. Der Unternehmer führe nun einen sympathischen Kampf gegen den Egoismus und Neid seiner eigenen Familie und verschenke sein Werk schließlich dem Staat und damit der Volksgemeinschaft. Das politische Happy End wirke jedoch in heutiger Wahrnehmung aufgesetzt.